# Rinodina verruciformis
Rinodina verruciformis är en lavart som beskrevs av Sheard. Rinodina verruciformis ingår i släktet Rinodina och familjen Physciaceae.   Inga underarter finns listade i Catalogue of Life.